# Eriococcus leptospermi
Eriococcus leptospermi är en insektsart som beskrevs av William Miles Maskell 1891. Eriococcus leptospermi ingår i släktet Eriococcus och familjen filtsköldlöss. Inga underarter finns listade i Catalogue of Life.